# Manuel Medina (politician)
Manuel Medina (n. 15 decembrie 1935, Arrecife, Las Palmas, Spania) este un om politic spaniol, membru al Parlamentului European în perioada 1999-2004 din partea Spaniei.
1. ↑  Deputații în Parlamentul European, accesat în 19 august 2024
2. ↑   http://www.congreso.es/portal/page/portal/Congreso/Congreso/Diputados/BusqForm?_piref73_1333155_73_1333154_1333154.next_page=/wc/fichaDiputado?idDiputado=47&idLegislatura=3, accesat în 23 noiembrie 2017 Lipsește sau este vid: |title= (ajutor)
3. ↑   http://www.congreso.es/portal/page/portal/Congreso/Congreso/Diputados/BusqForm?_piref73_1333155_73_1333154_1333154.next_page=/wc/fichaDiputado?idDiputado=84&idLegislatura=2, accesat în 23 noiembrie 2017 Lipsește sau este vid: |title= (ajutor)